# Indigofera neoglabra
Indigofera neoglabra är en ärtväxtart som beskrevs av Wang och T.Tang. Indigofera neoglabra ingår i släktet indigosläktet, och familjen ärtväxter. Inga underarter finns listade i Catalogue of Life.